# Jicchak Ben Jisra’el
Jicchak Ben Jisra’el (hebr.: יצחק בן ישראל, ang.: Isaac Ben-Israel, ur. 26 lipca 1947 w Tel Awiwie) – izraelski naukowiec, wojskowy i polityk, alluf, w latach 2007–2009 poseł do Knesetu. Od 2005 do 2022 przewodniczący Izraelskiej Agencji Lotów Kosmicznych.

## Życiorys
Urodził się 26 lipca 1947 w Tel Awiwie. Ukończył gimnazjum Herzlija.
Studiował matematykę, fizykę i filozofię uzyskując w 1988 doktorat na Uniwersytecie Telawiwskim. W Siłach Obronnych Izraela dosłużył się w 1998 roku stopnia allufa. Od 2005 był przewodniczącym Izraelskiej Agencji Lotów Kosmicznych. W 2022 zastąpił go na tym stanowisku Dan Blumberg.
Bezskutecznie kandydował w wyborach w 2006 z listy Kadimy. W skład siedemnastego Knesetu wszedł jednak 13 czerwca 2007 w miejsce wybranego na prezydenta Szimona Peresa
W parlamencie przewodniczył podkomisji ds. badania gotowości do pracy w domu i zasiadał w komisjach finansów; spraw zagranicznych i obrony oraz nauki i technologii. W wyborach w 2009 utracił miejsce w parlamencie.